# Cassandre Beaugrandová
Cassandre Beaugrandová (* 23. května 1997 Livry-Gargan) je francouzská triatlonistka. Je členkou klubu Monaco Triathlon.
Je juniorskou vicemistryní světa z roku 2014. Na Letních olympijských hrách 2016 obsadila třicáté místo. V roce 2018 obsadila třetí místo v seriálu Super League Triathlon. Na mistrovství Evropy v triatlonu 2018 získala zlatou medaili ve smíšené štafetě a bronzovou medaili v individuálním závodě. Získala bronzovou medaili v závodě smíšených družstev na Letních olympijských hrách 2020. Francouzský tým kromě ní tvořili Léonie Périaultová, Dorian Coninx a Vincent Luis. Individuální závod nedokončila.
Je také dvojnásobnou juniorskou mistryní Francie v přespolním běhu. Na mistrovství světa juniorů v atletice 2014 obsadila v závodě na 1500 metrů desáté místo.
Jejím životním partnerem je švýcarský triatlonista Sylvain Fridelance.